# 심언경
심언경(沈彦慶, 1479년 ~ 1556년)은 조선의 문신이다. 본관은 삼척(三陟). 자는 사길(士吉), 호는 동해낭옹(東海浪翁)이다. 중종 때, 이조판서를 지낸 심언광(沈彦光)의 형이다.
1510년(중종 5년) 사마양시(생원시, 진사시)에 모두 합격하고, 1516년(중종 11년) 별시문과에 급제하였다. 1520년(중종 15년) 사간원 정언, 1522년(중종 17년) 사간원 헌납, 1523년(중종 18년) 사헌부 지평, 정선 군수, 1525년(중종 20년) 사헌부 장령, 세자시강원 필선, 사간원 사간, 1526년(중종 21년) 홍문관 교리, 경연관 시독관, 홍문관 부응교, 경연관 시강관, 1529년(중종 24년) 승정원 동부승지, 승정원 우부승지, 경연관 참찬관, 1531년 사헌부 대사헌, 1532년 예조참판, 동지의금부사, 1533년 이조참판, 예조판서, 1534년 사섬시 제조, 형조판서, 한성부 판윤, 호조판서, 이조판서, 1535년 이조판서 겸 지의금부사, 1536년 의정부 우찬성, 판의금부사, 의정부 우찬성 겸 지경연관사, 1537년(중종 32년) 예조판서, 의정부 좌찬성을 지내고, 정승(政丞)의 물망에 올랐으나, 앞서 삼흉(參凶) 김안로(金安老)를 유배에서 풀어주고 예조판서로 등용시켰다는 이유로, 동생 심언광(沈彦光)과 함께 파직되었다.

## 가족 관계
- 증조부: 심충보(沈忠甫) - 사정((司正)
  - 할아버지: 심문계(沈文桂) - 증 병조판서
    - 아버지: 심준(沈濬) - 예조좌랑
    - 어머니: 강릉 김씨 - 사직 김부연(金溥淵)의 딸
      - 제: 심언광(沈彦光) - 이조판서, 우참찬
      - 제수: 정부인 박씨 - 박승서(朴承緖)의 딸
      - 부인: 정경부인 최씨 - 최세창(崔世昌)의 딸

## 같이 보기
- 심언광